# Claes Grill
Claes Grill (Klas Grill), född 19 april 1705 i Stockholm, död 6 november 1767, var en svensk köpman och bruksidkare.

## Biografi

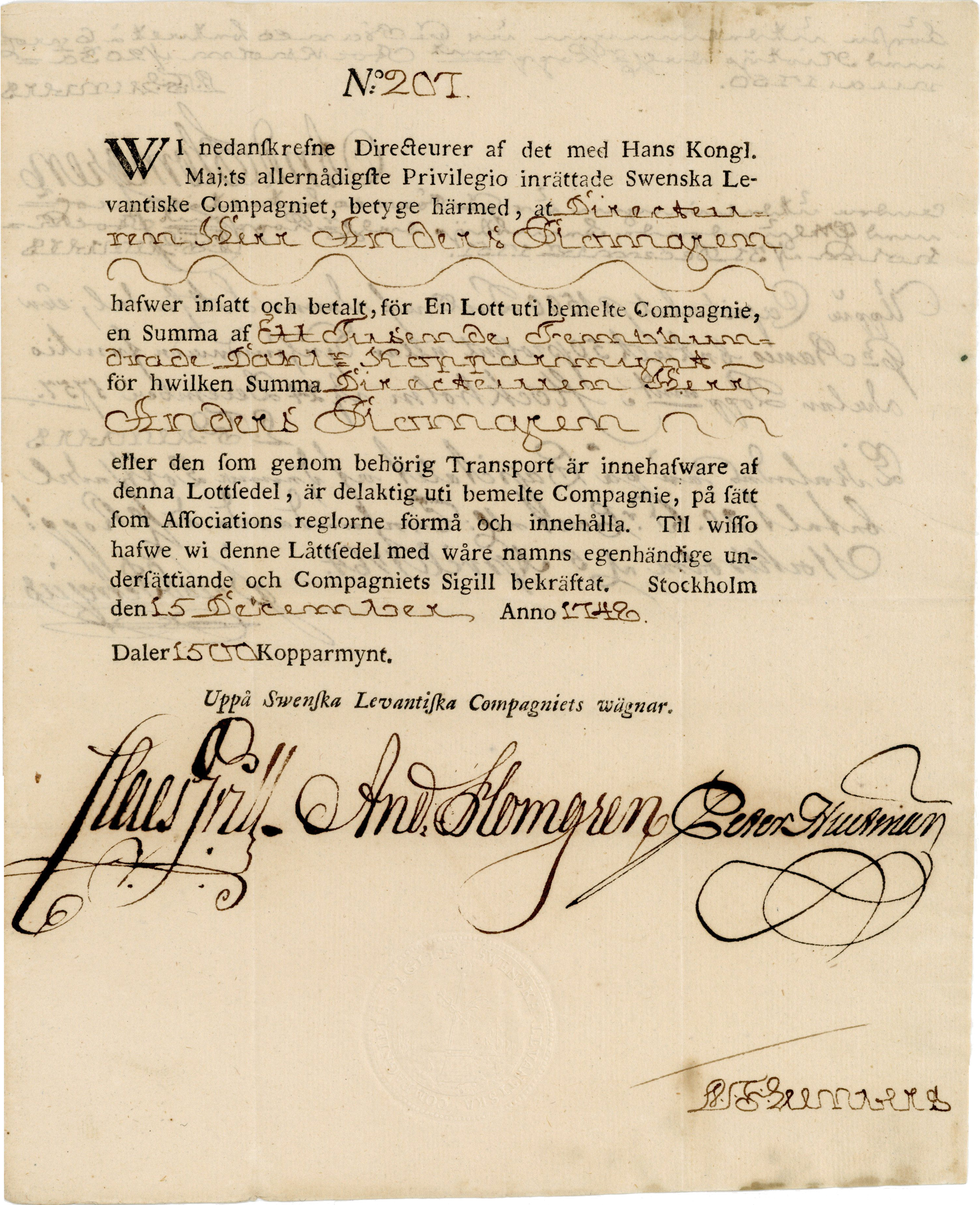
Aktiebrev från Svenska Levantiska Compagniet för 1500 daler kopparmynt, utgivet i Stockholm den 15 december 1748, undertecknat i original av bolagets grundare och direktör Claes Grill

Claes Grill var son till köpmannen Abraham Grill av släkten Grill och Helena Wittmark. Han valde samma yrkesbana som sin far och anställdes vid sjutton års ålder på dennes kontor. Efter faderns död 1725 tog Grill tillsammans med farbrodern Carlos Grill (vars dotter, den för sin skönhet ryktbara Anna Johanna Grill, han 1737 gifte sig med) över rörelsen. Denna utvecklades till den ansedda firman Carlos & Claës Grill, Sveriges största handelshus. Claes Grill kom efter Carlos Grills död 1736 att ensam förestå firman till 1747, då hans halvbror Johan Abraham Grill inträdde som kompanjon. Det Grillska handelshuset stod vid denna tid, både ut- och inrikes, högt anseende. Man bedrev direkt handel med Ostindien med egna fartyg, var delägare i en stor segelduks- och linnefabrik samt glasbruk i Stockholm, byggde på sitt varv fartyg även för utländsk räkning och drev stor bankirrörelse. Genom inköp kom Claes Grill även att bli ägare till en rad bruk och 1748 Söderfors, 1758 Österby och 1753 Iggesunds bruk. 1764 köptes även det Torstensonska palatset (nu Arvfurstens palats vid Gustaf Adolfs torg) i Stockholm. Vid sina industriella företag sysselsatte Grill årligen mer än 4 000 personer. 
Claes Grill kom genom sin förmögenhet även att bidra till olika välgörenhetprojekt. Bland annat understödde han ekonomiskt flera unga vetenskapsmän och naturforskare, gav Kungliga Vetenskapsakademien (vars grundande han även bidragit till) ett räntefritt lån 1748 för uppförandet av ett observatorium, skänkte en betydande summa till Danviks hospital och räddade rikets och bankens kredit år 1747 genom att till det fulla värdet uppköpa bankens sedlar, som fallit i kurs. Naturligtvis blev han även belönad för sina medborgerliga förtjänster, och insattes bland annat som fullmäktige i riksbanken 1748, en position han kom att inneha fram till 1756. Vidare invaldes Grill som en av Vetenskapsakademins första ledamöter 1740 och utnämndes av kungen till kommerseråd. Grill kom också att satsa kapital i det Svenska Ostindiska kompaniet, och bedrev genom detta livlig handel. År 1753 valdes han till en av kompaniets direktörer. 1755 var han en av initiativtagarna till grundandet av Bruksakademien.
Åren 1748-1750 var Claes Grill ledamot av borgarståndet och slöt sig i politiken till hattpartiet, och var där en av delägarna i det ryktbara växelkontoret. När mösspartiet vid 1765 års riksdag kom till makten blev Grill tillsammans med växelkontorets övriga medlemmar anklagade för egennyttigt och svikligt förfarande vid handhavande av kontorets affärer. Grill och halvbrodern, Johan Abraham Grill dömdes av ständernas justitiedeputation 1765 till böter, och 1766 ålades bröderna Grill en återbetalningsskyldighet av fem tunnor guld. Efter att hattarna kommit tillbaka till makten året därpå drogs skadeersättningsbeloppet tillbaka. Då hade Grill emellertid hunnit avlida.